# イオンタウンふじみ野
イオンタウンふじみ野（イオンタウンふじみの）は、埼玉県ふじみ野市福岡にあるイオンタウンが運営しているショッピングセンターである。

## 概要
東武東上線の上福岡駅から約1kmで、ふじみ野市役所とコミュニティ通りに隣接する。

### 交流の場
交流が生まれる広場や趣味と学びの空間の創出の為、イオンタウンが主体となり設置した初めてのコミュニケーションスペース「cotokoto」を2階に開設。様々な人が集まって「コト（体験）」が掛け合わさり「豊かなコト」が生まれる多目的な交流空間を目指しており、名称の由来にもなっている。スペース内にはレンタルルーム、キッチン、リビング、ワークデスクが複合的に配置されている。レンタルルーム、キッチン、リビングはレンタルスペースに分類され、ここではイベントやワークショップが開催される。ワークデスクは1人での作業に適した空間として、リビングはイベントや貸切予約が入っていない際に複数人での作業に適した空間として開放されており、ワークスペースに分類される。
屋外ではコミュニティ通り沿いにヒマラヤスギのある「ヒマラヤ杉広場」（面積は約1,111m2） が配置されている。
中央入口横に屋外テラスが存在し、館内のテイクアウトフードを屋外で楽しめる場所としている。
情報発信拠点として、ショッピングセンター中央に約120m2のセントラルステージ、2階東側に約77m2のセカンドステージを配置。

## 沿革
所在地は2012年迄は日本無線の埼玉工場であり、その跡地に開設された。
- 2020年（令和2年）11月21日 - 開業[2]。

## アクセス

### 鉄道
東武東上線上福岡駅東口より徒歩で約15分。

#### 広報資料・プレスリリースなど一次資料
1. 1 2 3 4  “アクセス・施設案内”. イオンタウンふじみ野. 2021年1月22日閲覧。
2. 1 2 3 4 5 6 7  “「イオンタウンふじみ野」 １１月２１日（土）ＡＭ９:００ グランドオープン！” (PDF).  イオン (2020年10月30日). 2021年1月22日閲覧。
3. ↑  “cotokotoとは？”. cotokoto. 2021年1月23日閲覧。
4. 1 2  “レンタルスペース”. cotokoto. 2021年1月23日閲覧。
5. 1 2  “ワークスペース”. cotokoto. 2021年1月23日閲覧。